# Listă de filme australiene din 2007
Aceasta este o listă de filme australiene din 2007:

## Lista
| Titlu                               | Regizor                              | Actori                                                             | Gen                 | Note                                                                   | Premiera |
| ----------------------------------- | ------------------------------------ | ------------------------------------------------------------------ | ------------------- | ---------------------------------------------------------------------- | -------- |
| 4                                   | Tim Slade                            | Sayaka Shoji, Niki Vasilakis                                       | Documentar          | IMDb                                                                   |          |
| All My Friends Are Leaving Brisbane | Louise Alston                        | Charlotte Gregg, Matt Zeremes                                      | Comedie romantică   | IMDb                                                                   |          |
| Angela's Decision                   | Mat King                             | Rhiannon Owen, Xavier Samuel                                       | Drama               | Official Site Arhivat în 20 august 2008, la Wayback Machine., IMDb     |          |
| The Bet                             | Mark Lee                             | Matthew Newton, Aden Young                                         | Drama               | Official Site, IMDb                                                    |          |
| Black Water                         | David Nerlich, Andrew Traucki        | Diana Glenn, Maeve Dermody                                         | Horror              | Official Site, IMDb                                                    |          |
| Boxing Day                          | Kriv Stenders                        | Richard Green, Tammy Anderson                                      | Drama               | IMDb                                                                   |          |
| Bra Boys                            | Mat King                             | Russell Crowe                                                      | Documentar          | IMDb                                                                   |          |
| Burke and Wills                     | Oliver Torr and Matthew Zeremes      | Oliver Torr and Matthew Zeremes                                    | Drama               | Official Site Arhivat în 20 august 2008, la Wayback Machine. IMDb      |          |
| Clubland                            | Cherie Nowlan                        | Khan Chittenden, Emma Booth                                        | Drama               | IMDb                                                                   |          |
| Corroboree                          | Ben Hackworth                        | Conor O'Hanlon, Rebecca Frith                                      | Mystery             | IMDb                                                                   |          |
| Crocodile Dreaming                  | Darlene Johnson                      | David Gulpilil, Jamie Gulpilil, Tom E. Lewis                       | Scurtmetraj         | IMDb                                                                   |          |
| Curtin                              | Jessica Hobbs                        | William McInnes, Noni Hazlehurst                                   | Drama               | IMDb                                                                   |          |
| December Boys                       | Rod Hardy                            | Daniel Radcliffe, Teresa Palmer                                    | Drama               | Official Site, IMDb                                                    |          |
| Dr. Plonk                           | Rolf de Heer                         | Nigel Lunghi, Magda Szubanski                                      | Comedie             | IMDb                                                                   |          |
| The Final Winter                    | Brian Andrews                        | Matthew Nable, Matthew Johns                                       | Drama               | Official Site Arhivat în 18 septembrie 2011, la Wayback Machine., IMDb |          |
| Forbidden Lie$                      | Anna Broinowski                      | Norma Khouri                                                       | Documentar          | Official Site[nefuncțională – arhivă] , IMDb                           |          |
| Gabriel                             | Shane Abbess                         | Andy Whitfield, Dwaine Stevenson                                   | Supernatural action | IMDb, IMDb                                                             |          |
| Gone                                | Ringan Ledwidge                      | Shaun Evans, Scott Mechlowicz                                      | Thriller            | IMDb                                                                   |          |
| Hammer Bay                          | Ben Briand                           | Guy Edmonds, Jacki Weaver                                          | Drama               | IMDb                                                                   |          |
| The Home Song Stories               | Tony Ayres                           | Joan Chen, Joel Lok, Qi Yuwu                                       | Drama               | IMDb                                                                   |          |
| The Independent                     | John Studley and Andrew O'Keefe      | Lee Mason, Tony Nikolakopoulos                                     | Mockumentar         | Official Site Arhivat în 18 martie 2016, la Wayback Machine.           |          |
| The Jammed                          | Dee McLachlan                        | Emma Lung, Saskia Burmeister                                       | Thriller            | IMDb                                                                   |          |
| The King                            | Matthew Saville                      | Stephen Curry, Stephen Hall                                        | Drama               | television film IMDb                                                   |          |
| Lucky Miles                         | Michael James Rowland                | Kenneth Moraleda, Srisacd Sacdpraseuth                             | Comedie, Drama      | IMDb                                                                   |          |
| Mere Oblivion                       | Burleigh Smith                       | Burleigh Smith, Elizabeth Caiacob                                  | Comedie, Drama      | IMDb                                                                   |          |
| Modern Love                         | Alex Frayne                          | Mark Constable, Victoria Hill                                      | Horror              | IMDb                                                                   |          |
| Moonlight & Magic                   | Timothy Spanos                       | Tim Burns, Maxine Klibingaitis                                     | Comedie, Drama      | IMDb                                                                   |          |
| Naked on the Inside                 | Kim Farrant                          | Kim Farrant, Carré Otis                                            | Documentar          | IMDb                                                                   |          |
| Night                               | Lawrence Johnston                    | Al Clark                                                           | Documentar          | IMDb                                                                   |          |
| Noise                               | Matthew Saville                      | Brendan Cowell, Maia Thomas                                        | Crime Drama         | Official Site, IMDb                                                    |          |
| Policing the Pacific                | Alan D'Arcy Erson, Andrew Merrifield | David Wenham                                                       | Documentar          | IMDb                                                                   |          |
| Razzle Dazzle: A Journey Into Dance | Darren Ashton                        | Kerry Armstrong, Ben Miller                                        | Comedie             | Official Site Arhivat în 26 februarie 2007, la Wayback Machine., IMDb  |          |
| Rogue                               | Greg McLean                          | Radha Mitchell, Michael Vartan                                     | Horror/ Horror      | Official Site Arhivat în 27 august 2008, la Wayback Machine., IMDb     |          |
| Romulus, My Father                  | Richard Roxburgh                     | Eric Bana, Kodi Smit-McPhee                                        | Drama               | Official Site, IMDb, AACTA Award for Best Film                         |          |
| September                           | Peter Carstairs                      | Clarence John Ryan, Xavier Samuel,                                 | Drama               | IMDb                                                                   |          |
| Son of a Lion                       | Benjamin Gilmour                     | Sher Alam Miskeen Ustad, Niaz Khan Shinwari, Baktiyar Ahmed Afridi | Drama               | IMDb                                                                   |          |
| Storm Warning                       | Jamie Blanks                         | Nadia Farès, John Brumpton                                         | Horror              | IMDb                                                                   |          |
| Twin Rivers                         | Darren Holmes (actor)                | Matthew Holmes (actor), Joshua Jaeger (actor)                      | Drama               | Official Site Arhivat în 16 martie 2010, la Wayback Machine., IMDb     |          |
| West                                | Daniel Krige                         | Nathan Phillips, Khan Chittenden                                   | Drama/ Romance      | IMDb                                                                   |          |

## Legături externe
- Filme australiene din 2007 la IMDb.com